# 学園帝国 俺はジュウベイ!
『学園帝国 俺はジュウベイ!』（がくえんていこく おれはジュウベイ!）は、原作：広井王子、作画：中平正彦による日本の漫画作品。『週刊少年サンデー』（小学館）にて1993年3・4合併号から46号まで連載された。
照倭（しょうわ）56年2月26日、日本に学生革命が勃発し、日本の政治が学生たちの手に握られてから12年後の平星（へいせい）5年。学生革命政府「武闘派連合」の支配下にある北海道・虎穴高校を手始めに、全国制覇を目指すジュウベイの戦いを描く。

## 登場人物

### 主要人物
柳生ジュウベイ（やぎゅう ジュウベイ）
学力の低さから東京の学校を追い出され、相棒の紺碧とともに虎穴高校にやってきた転校生。15歳。拳ひとつで全国制覇を目指しているが、真の目的は父の仇である獅子神の打倒にある。猪突猛進な熱血漢で、学ランを着た小柄な少年のように見えるが、実は男の格好をした少女。開始時点でかなりの巨乳であり学ランのボタンがはじけ飛ぶこともしばしば。
巨大な「気」を放つことで大地と激しく摩擦し、電気を発生させる「雷鳴拳」を使う。「気」を使うためエネルギーの消耗が激しく、すぐに腹が減るという弱点がある。
立花紺碧（たちばな こんぺき）
ジュウベイの幼なじみであり、コーチ兼参謀。機械の扱いが得意で、メガネ型のサイバーゴーグルで敵の能力を分析する。拳法は苦手だが、剣術は得意。柳生家とは遠縁にあたる。

### 虎穴高校
大黒（おおぐろ）
北海道武闘派連合を束ねる虎穴高校の学長。図体も態度も大きく、東京本部の鬼島に媚びへつらっているが密かに下剋上を狙っている。転校早々騒ぎを起こしたジュウベイを目の敵にする。
真田九郎（さなだ くろう）
一年A組組長にして武闘派連合東京本部からの特待生。真田三兄弟の末弟。ややナルシスト気味の美男子でフェミニスト。義理堅く情にもろい性格でもある。身長175センチメートル、体重60キログラム。
両手をポケットに入れた構えから超スピードで無数のパンチを繰り出し、前面に強烈な音速の壁を作り出す攻防一体の技「真田流居合拳」の使い手。
赤沢健（あかざわ けん）
二年A組組長。番長スタイルの大男で、問題を起こすジュウベイに虎穴高校の伝統を叩き込もうとする。技は手から炎を発する「火龍拳」など。
南風七奈（みなみかぜ なな）
女子部家政科一年。他人の気を少し回復させるヒーリング能力を持つ。ジュウベイを男だと思い込んで惚れている。本人によると手かざしでも回復はできるが、口うつしの方が効率がいいらしく、男に対して使ったのはジュウベイが初めてだという。
八鬼丸（はっきまる）
網走刑務所から帰ってきた男。弾丸列車に正面から挑んで大破させたことから、校内では「伝説の男」と畏怖されている。身長228センチメートル、体重140キログラムの巨体の持ち主。技は口から気の弾を放つ「閃光弾」。虎穴高校選抜大会に飛び入り参加し、一回戦でジュウベイと対戦する。
臼羅丘雄大（うすらおか ゆうだい）
虎穴高校二年。一見小柄で非力そうに見えるが、体の大半を機械に置き換え強化したサイボーグとなっている。勝つためには手段を選ばず、毒物や相手を意のままに操るバイオチップなどを注入できる鉤爪や、背中から多数飛び出す「毒触手」を武器とする。これらは「気」も使えず体力もない彼が、力が全ての社会で生き抜くための手段でもある。選抜大会決勝のバトルロイヤルでジュウベイ、真田、赤沢と対戦する。

### 武闘派連合東京本部
獅子神吼（ししがみ こう）
武闘派連合総帥にして現総理大臣。ジュウベイの宿敵。10年前の学生革命の首謀者であり、当時帝都武闘大学三年だった時に総理大臣・柳生石集斎を殺害し、力が支配する新生日本帝国を築き上げた。空間を跳躍し、あらゆる間合いから攻撃する飛空武法「跳空殺手」の使い手。
鬼島（きじま）
武闘派連合議員。サングラスをかけており、右目は義眼になっている。獅子神の命令で偵察などを行う他、各地方の有力者に恫喝まがいの命令を下す。
真田三郎（さなだ さぶろう）、真田六郎（さなだ ろくろう）
真田三兄弟の長兄、次兄。獅子神の親衛隊を務める。彼ら真田家は日本誕生より時の日本の主の影につき、その行く末を後の世に口伝することを使命としている。
衝撃の青鈴（しょうげきのせいりん）
東京本部の刺客。反逆者となった真田九郎抹殺のために青森に差し向けられた。技は指先から気を放つ暗殺拳「十字指弾」。

### 柳生一族
柳生石集斎（やぎゅう せきしゅうさい）
ジュウベイの父であり、前内閣総理大臣。微塵の迷いなく心を無にする「無念無想」を掲げ、幼少時のジュウベイを柳生拳の正統継承者として鍛えるが、獅子神により殺される。
柳生連夜斎（やぎゅう れんやさい）
石集斎の兄であり、ジュウベイの伯父。かつて柳生拳を破門され、自らの手で新たな柳生の拳を生み出し日本を制覇するという野心を抱くが、門下生の獅子神に裏切られ負傷し、己の過ちを悟る。後に虎穴高校近くの古寺の住職となり、ジュウベイたちと出会う。

### 釧路魔幻高
純白の鎮魂歌（じゅんぱくのレクイエム）
釧路魔幻高の主にして、魔王の代理人を名乗る男。技は相手の動きを封じる「魔眼（ダークアイ）」、体の周りに張った特殊シールドに触れた物を無機質の原子構造に組み替える「石化の術」。正体はかつて柳生に封印された魔幻の者の生き残りであり、柳生の血を引く者を根絶やしにすることを悲願としている。
黒の幻想曲（くろのファンタジア）
魔幻高生徒。この世の暴力を愛する臍奪王（せいだつおう）を名乗る、西洋風の甲冑をまとった男。元々は格闘技の選手だったが、筋肉強化剤を使った猛練習がたたり筋肉をコントロールできなくなったため、鉛と水銀の鎧で自らの筋肉を封印している。技は土で自分の複製を作って戦わせる「土の兵隊（クレイ・ソルジャー）」、空中から無数の剣を出現させる「剣の舞」、空中で相手をなぶり続ける「地獄の舞踏会」。
赤の練習曲（あかのエチュード）
魔幻高生徒。この世の悪徳を愛する舌抜王（ぜつばつおう）を名乗る。露出の高い衣装をまとい、ムチを携えている。一見女性に見えるが実は男で、女はかよわい生き物だと見下している。

### 青森白龍高
臼羅丘怜男（うすらおか れお）
臼羅丘雄大の瓜二つの弟。武闘派連合の刺客として、青森のねぷた武闘大会に出場しジュウベイと対戦する。兄同様サイボーグ化しており、超電導により電流を操る「電流拳」を使う。

## 用語
武闘派連合（ぶとうはれんごう）
獅子神吼による学生革命によって作り上げられた力による支配体制。獅子神総理を頂点とし、その下に武闘派六大学、そして全国の高校という組織から成り立っている。
虎穴高校（こけつこうこう）
北海道武闘派連合に属する高校。女子部も存在する。生徒が住む虎穴第一寮と女子部の寮は立派だが、ジュウベイと紺碧が入れられた虎穴第二寮は廃屋のような外観をしている。
特待生（とくたいせい）
武闘派連合の精神を骨の髄まで徹底的に叩き込まれた戦士。作中では真田九郎が該当する。地方の高校が反乱を起こした時、先頭をきって鎮圧するのが役目。東京本部とのつながりは校長クラスよりもはるかに強く太い。
選抜大会（せんばつたいかい）
虎穴高校で行われる、全国格闘選手権に出場する強化選手を決めるための大会。一年生と二年生で行われる予選、予選の勝者と三年生で行われる本戦が行われ、その勝者が全国大会に出場することになっており、全国制覇の足がかりとしてジュウベイが出場するが、作中では予選までしか描かれていない。
気（き）
人体の八卦と呼ばれる8つのポイントから発生される力。生まれてしばらくは男女等しく持ち、女性は年齢を重ねるにつれ消えていくとされるが、ジュウベイは子供の頃の精神的・肉体的ショックが原因で強力な気を自在に放つことができる。
釧路魔幻高（くしろまげんこう）
妖武術の専門学校にして総本山。北海道では一、二を争う実力校。武闘派連合には属しておらず、「妖術武道」により武闘派連合を壊滅させ、日本の支配者になることを目論んでいる。校舎は底無し沼だらけの釧路湿原の中心にそびえている。
異空跋扈（いくうばっこ）
柳生拳究極奥義。肉体のリズムと自然のリズムを同調させることで空間を自在に瞬間移動する。ジュウベイと獅子神が使用する。

## 書誌情報
少年サンデーコミックス
- 原作：広井王子、作画：中平正彦『学園帝国 俺はジュウベイ!』小学館〈少年サンデーコミックス〉、全4巻
  1. 1993年8月15日発行（1993年7月17日発売[3]）、ISBN 4-09-123241-8
  2. 1993年10月15日発行（1993年9月18日発売[3]）、ISBN 4-09-123242-6
  3. 1994年1月15日発行（1993年12月11日発売[3]）、ISBN 4-09-123243-4
  4. 1994年2月15日発行（1994年1月18日発売[3]）、ISBN 4-09-123244-2